# جان باردن (بازیکن فوتبال)
جان باردن (انگلیسی: John Burden؛ زادهٔ) بازیکن فوتبال اهل بریتانیا است.
از باشگاه‌هایی که در آن بازی کرده‌است می‌توان به باشگاه فوتبال بلکپول اشاره کرد.